# Inveon
Inveon (Östra Nyland yrkesinstitut Inveon) är ett östnyländskt yrkesinstitut i Borgå, Finland. Inveon har två skolenheter; en i centrum av Borgå samt en i Haikos skärgård. 

## Utbildningar
- Artesan (inredning)
- Bildartesan
- Elmontör
- Fordonsmekaniker
- Frisör
- Husbyggare
- ICT-Montör
- Kock
- Kombinationsfordonsförare
- Verkstadsmekaniker